# Dom zbója Becza
Dom zbója Becza w Bieczu – kamienica narożna w południowo-zachodniej części Rynku w Bieczu. Nazwa nawiązuje do miejscowej legendy i w żaden sposób nie świadczy o związkach kamienicy z jej bohaterem.

## Dzieje kamienicy

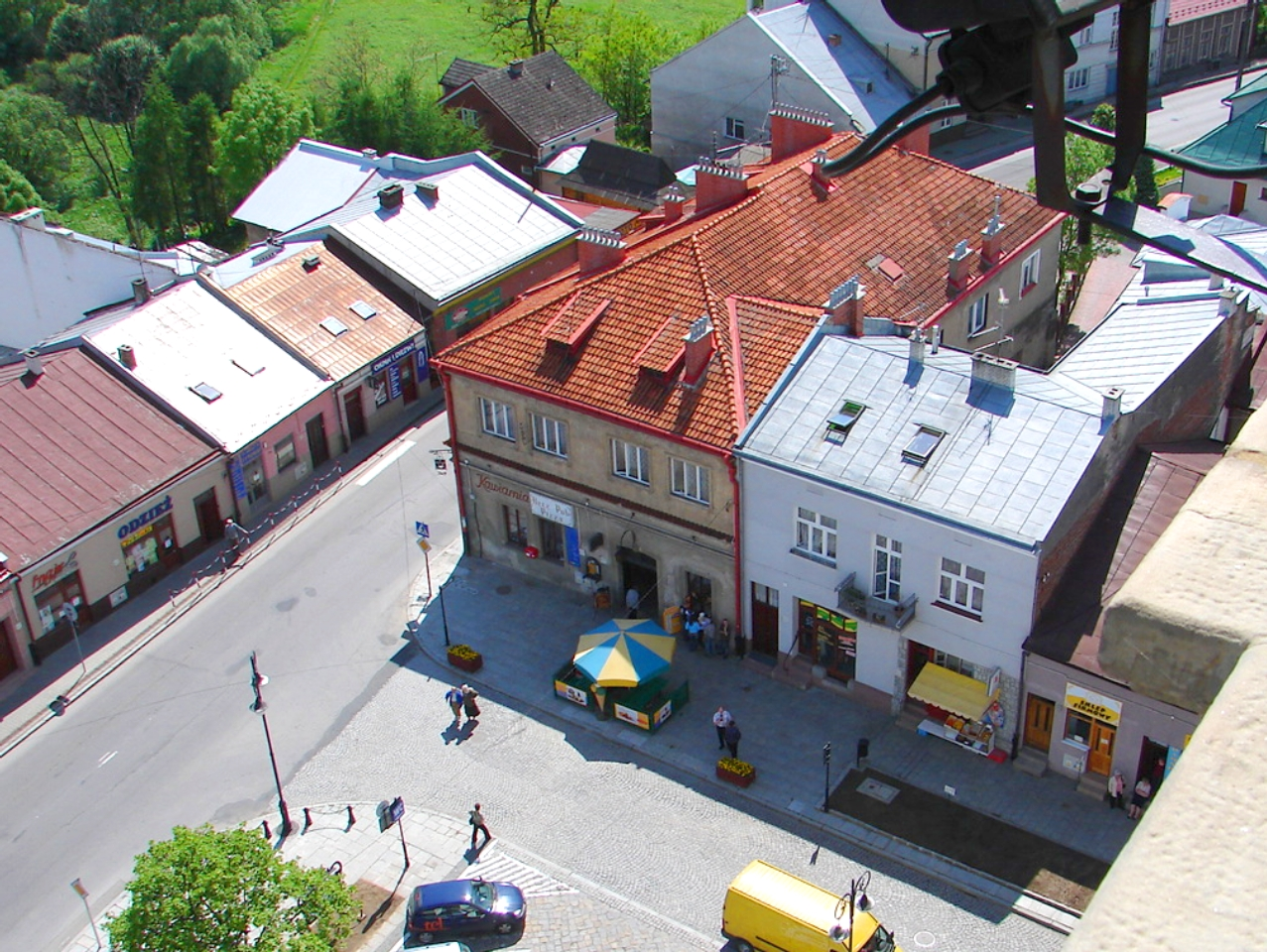
Widok z Wieży Ratuszowej

Zachowane ostrołukowe sklepienia w piwnicach i niektóre portale wskazują, że kamienica została wybudowana w okresie gotyku, zapewne jeszcze w XV w. W XVI w. należała do Chodorów - bogatej rodziny bieckich kupców i rzemieślników. W połowie tego stulecia Jerzy Chodor obiekt gruntownie przebudował: dobudowano wówczas piętro, dostawiono browar i poszerzono piwnice. Pod koniec XVI w. budynek nabyła rodzina Mądrowiców, po nich właścicielami byli jacyś Łukowicze, a w latach 1626-1634 pochodzący ze szlacheckiej rodziny Jan Gawroński. W 1666 r. kamienicę kupił nowo przybyły do miasta Kazimierz Lachowicz, aptekarz, i założył w niej aptekę. Wiadomo, że po nim w 1677 r. właścicielem budynku i apteki był Maciej Nycz. Dzieje kamienicy przez następne dwa wieki nie są znane. Wiemy jedynie, że pod koniec wieku XIX jej właścicielem została żydowska rodzina Klotzów. Jak świadczą relacje z tamtych czasów, zachowało się wówczas jeszcze wiele elementów dawnego wystroju architektonicznego budynku: Oprawy drzwi i okien kamienne, rzeźbione, renesansowe, w izbie głównej herby, na przyokniach medaliony Zygmunta Augusta, wspaniały kominek, stary pułap (...) resztki pilastrów, jakieś niby girlandy i medaliony (...).
Po II wojnie światowej kamienica została przejęta przez miasto już w stanie znacznie odbiegającym od pierwotnego. Do naszych czasów zachowały się jedynie wątki gotyckich murów, późnogotyckie piwnice, duża sień oraz resztki renesansowych portali i nadproży (odnalezione i wmurowane w ściany w czasie renowacji kamienicy w latach 1968-1969). Zachowały się również autentyczne belkowane stropy. W kamienicy ulokowano popularną później przez wiele lat kawiarnię "U Becza". Później działał tam pub i pizzeria. Obecnie (2017 r.) funkcjonują tam restauracja i kawiarnia.

## Legenda o zbóju Beczu
Dawno temu żył rycerz zwany Beczem, który brał udział w wyprawach krzyżowych. Mimo że nie był biedny, często napadał na bogate karawany. Becz zabierał naczynia, biżuterię oraz złote i srebrne monety. Lubił także uwalniać niewolników przewożonych karawanami. Raz zdarzyło się, że uwolnił małą sierotę o imieniu Bietka. Becz zdecydował się zaopiekować dziewczynką. Był jednak groźnym zbójcą i bojąc się o jej wychowanie, oddał ją na dwór książęcy. Prosił jednak Bietkę, aby o nim nie zapomniała. 
Kupcy skarżyli się królowi, że są często napadani, a najczęściej przez Becza. Król nakazał więc go złapać. Becz często się modlił. W czasie modlitwy wojowie Księcia otoczyli i pojmali Becza. Becz bez zbroi i miecza był bezbronny. Książę skazał go na karę śmierci przez ścięcie. Becz miał zostać publicznie stracony na rynku, w obecności całej okolicznej ludności. Gdy kat szykował się do wyroku, w tłumie widzów powstało zamieszanie. Z pośpiechem przeciskała się do przodu piękna młoda dziewczyna z białą chustą. Wbiegnąwszy na podwyższenie, na którym na śmierć oczekiwał Becz, zarzuciła mu chustę na głowę, krzycząc "Mój ci on!". Na mocy starego prawa zwyczajowego Becz stał się w ten sposób wolny. Dziewczyna, która go uratowała, miała na imię Bietka. Becz w ramach skruchy wszystkie swoje dobra rodowe i łupy przeznaczył na wybudowanie miasta. Książę zapytał, gdzie to miasto chciałby wznieść. Becz chciał, aby miasto powstało na wzgórzu, nad rzeką Ropą, bowiem jest to miejsce, gdzie Bietce zwrócił wolność. Książę wydał akt lokacyjny miasta, które od imienia Becza po dziś dzień zwie się Biecz.